# Schleitheim
Schleitheim je mjesto u Švicarskoj u kantonu Schaffhausen. Mjesto leži u Klettgauu. 

## Gospodarstvo
Većinom se živi od poljoprivrede.

## Sport
- FC Schleitheim nogometni klub

## Znamenitosti

### Građevine
- Schleitheimer Randenturm

### Muzeji
- Gipsmuseum Oberwiesen (Museum gipsa)
- Ortsmuseum Schleitheim (povijest mjesta)
- Thermen-Museum Juliomagus (Muzej rimski terma Juliomagus)

## Galerija
- Pogled na Schleitheim
- Potok kroz Schleitheim
- Ulica u Schleitheimu

## Vanjske poveznice
- Službena stranica